# Olympische Jugend-Winterspiele 2016/Teilnehmer (Ungarn)
| Gelbes Symbol für Goldmedaillen mit stilisierten Olympischen Ringen | Graues Symbol für Silbermedaillen mit stilisierten Olympischen Ringen | Braundes Symbol für Bronzemedaillen mit stilisierten Olympischen Ringen |
| ------------------------------------------------------------------- | --------------------------------------------------------------------- | ----------------------------------------------------------------------- |
| —                                                                   | 1                                                                     | 1                                                                       |

Ungarn nahm an den Olympischen Jugend-Winterspielen 2016 im norwegischen Lillehammer mit 15 Athleten in neun Sportarten teil.

## Medaillen
Mit je einer gewonnenen Silber- und Bronzemedaille belegte das ungarische Team  – gemeinsam mit Neuseeland – Platz 22 im Medaillenspiegel.

## Sportarten

### Biathlon
| Athleten                     | Wettbewerb           | Zeit (Schießfehler) | Rang |
| ---------------------------- | -------------------- | ------------------- | ---- |
| Jungen                       |                      |                     |      |
| Áron Herneczky               | 7,5 km Sprint        | 22:04,5 min (1)     | 40   |
| Áron Herneczky               | 10 km Verfolgung     | 34:38,9 min (2)     | 35   |
| Mädchen                      |                      |                     |      |
| Mirella Veres                | 6 km Sprint          | 22:01,9 min (3)     | 43   |
| Mirella Veres                | 7,5 km Verfolgung    | 31:38,2 min (3)     | 39   |
| Gemischt                     |                      |                     |      |
| Mirella Veres Áron Herneczky | Single Mixed-Staffel | 45:42,0 min (0+16)  | 19   |

### Eishockey
| Athleten     | Wettbewerb       | Qualifikation | Qualifikation | Finale | Finale |
| Athleten     | Wettbewerb       | Punkte        | Rang          | Punkte | Rang   |
| ------------ | ---------------- | ------------- | ------------- | ------ | ------ |
| Jungen       |                  |               |               |        |        |
| Nátán Vértes | Skills-Challenge | 16            | 4             | 11     | 4      |

### Eiskunstlauf
| Athleten          | Wettbewerb | Kurzprogramm | Kurzprogramm | Free Skating | Free Skating | Gesamt | Gesamt |
| Athleten          | Wettbewerb | Punkte       | Rang         | Punkte       | Rang         | Punkte | Rang   |
| ----------------- | ---------- | ------------ | ------------ | ------------ | ------------ | ------ | ------ |
| Mädchen           |            |              |              |              |              |        |        |
| Fruzsina Medgyesi | Einzel     | 43,45        | 14           | 74,16        | 14           | 117,61 | 14     |

### Freestyle-Skiing

#### Skicross
| Athleten   | Wettbewerb | Qualifikation | Qualifikation | Vorlauf | Vorlauf | Halbfinale         | Finale             |
| Athleten   | Wettbewerb | Zeit          | Rang          | Punkte  | Rang    | Position           | Position           |
| ---------- | ---------- | ------------- | ------------- | ------- | ------- | ------------------ | ------------------ |
| Jungen     |            |               |               |         |         |                    |                    |
| Bence Nagy | Skicross   | 46,77 s       | 15            | 6       | 16      | nicht qualifiziert | nicht qualifiziert |

### Ski Alpin
| Jungen           |              |             |     |                    |                    |                    |                    |
| Barnabás Szőllős | Super-G      |             |     |                    |                    | 1:12,38 min        | 16                 |
| Barnabás Szőllős | Riesenslalom | 1:21,28 min | 22  | 1:19,50 min        | 11                 | 2:40,78 min        | 14                 |
| Barnabás Szőllős | Slalom       | 51,09 s     | 11  | 50,27 s            | 7                  | 1:41,36 min        | 7                  |
| Barnabás Szőllős | Kombination  | DNF         | DNF | nicht qualifiziert | nicht qualifiziert | nicht qualifiziert | nicht qualifiziert |
| Mädchen          |              |             |     |                    |                    |                    |                    |
| Chiara Archam    | Super-G      |             |     |                    |                    | 1:17,17 min        | 24                 |
| Chiara Archam    | Riesenslalom | 1:23,71 min | 19  | 1:20,80 min        | 20                 | 2:44,51 min        | 20                 |
| Chiara Archam    | Slalom       | DNF         | DNF | nicht qualifiziert | nicht qualifiziert | nicht qualifiziert | nicht qualifiziert |
| Chiara Archam    | Kombination  | 1:19,02 min | 25  | 47,59 s            | 21                 | 2:06,61 min        | 21                 |

### Shorttrack
| Athleten        | Wettbewerb | Viertelfinale | Viertelfinale | Halbfinale   | Halbfinale | Finale       | Finale |
| Athleten        | Wettbewerb | Zeit          | Rang          | Zeit         | Rang       | Zeit         | Rang   |
| --------------- | ---------- | ------------- | ------------- | ------------ | ---------- | ------------ | ------ |
| Jungen          |            |               |               |              |            |              |        |
| Shaoang Liu     | 500 m      | -             | 4             | 44,349 s     | 1          | 44,366 s     | 9      |
| Shaoang Liu     | 1000 m     | 1:31,307 min  | 1             | 1:27,428 min | 2          | 1:28,187 min | Bronze |
| András Sziklási | 500 m      | 44,918 s      | 3             | 44,651 s     | 2          | PEN          | PEN    |
| András Sziklási | 1000 m     | 1:34,256 min  | 2             | 1:31,209 min | 4          | 1:29,324 min | 5      |
| Mädchen         |            |               |               |              |            |              |        |
| Petra Jászapáti | 500 m      | 44,855 s      | 2             | 44,864 s     | 2          | -            | Silber |
| Petra Jászapáti | 1000 m     | 1:37,636 min  | 2             | 1:36,385 min | 2          | 1:34,431 min | 4      |

### Skilanglauf
| Athleten     | Wettbewerb       | Qualifikation | Qualifikation | Viertelfinale      | Viertelfinale      | Halbfinale         | Halbfinale         | Finale             | Finale             |
| Athleten     | Wettbewerb       | Zeit          | Rang          | Zeit               | Rang               | Zeit               | Rang               | Zeit               | Rang               |
| ------------ | ---------------- | ------------- | ------------- | ------------------ | ------------------ | ------------------ | ------------------ | ------------------ | ------------------ |
| Jungen       |                  |               |               |                    |                    |                    |                    |                    |                    |
| Máté Gyallai | Cross            | 3:40,97 min   | 45            |                    |                    | nicht qualifiziert | nicht qualifiziert | nicht qualifiziert | nicht qualifiziert |
| Máté Gyallai | Sprint klassisch | 3:26,88 min   | 40            | nicht qualifiziert | nicht qualifiziert | nicht qualifiziert | nicht qualifiziert | nicht qualifiziert | nicht qualifiziert |
| Máté Gyallai | 10 km Freistil   |               |               |                    |                    |                    |                    | 30:14,8 min        | 48                 |

### Skispringen
| Athleten       | Wettbewerb    | Erste Runde | Erste Runde | Erste Runde | Finale | Finale | Finale | Gesamt | Gesamt |
| Athleten       | Wettbewerb    | Weite       | Punkte      | Rang        | Weite  | Punkte | Rang   | Punkte | Rang   |
| -------------- | ------------- | ----------- | ----------- | ----------- | ------ | ------ | ------ | ------ | ------ |
| Jungen         |               |             |             |             |        |        |        |        |        |
| Kristóf Molnár | Normalschanze | 53,0 m      | 25,0        | 19          | 63,0 m | 9,3    | 19     | 64,3   | 19     |
| Mädchen        |               |             |             |             |        |        |        |        |        |
| Virág Vörös    | Normalschanze | 62,5 m      | 44,2        | 13          | 62,5 m | 45,3   | 13     | 89,5   | 13     |

### Snowboard

#### Snowboardcross
| Athleten      | Wettbewerb     | Qualifikation | Qualifikation | Vorlauf            | Vorlauf            | Halbfinale         | Finale             |
| Athleten      | Wettbewerb     | Zeit          | Rang          | Punkte             | Rang               | Position           | Position           |
| ------------- | -------------- | ------------- | ------------- | ------------------ | ------------------ | ------------------ | ------------------ |
| Jungen        |                |               |               |                    |                    |                    |                    |
| Csongor Szász | Snowboardcross | 54,68 s       | 17            | nicht qualifiziert | nicht qualifiziert | nicht qualifiziert | nicht qualifiziert |
| Mädchen       |                |               |               |                    |                    |                    |                    |
| Zsófia Fehér  | Snowboardcross | 54,23 s       | 11            | 8                  | 13                 | nicht qualifiziert | nicht qualifiziert |